# Lexoviens
Vous lisez un « article de qualité » labellisé en 2024.
Les Lexoviens (celtique latinisé : Lexovii ou Lixovii ) sont un peuple gaulois armoricain établi le long de l'actuelle côte normande, au sud de l'embouchure de la Seine. L'ancien diocèse de Lisieux correspond à la majeure partie de leur territoire.
Les Lexoviens participent dès la deuxième année à la guerre des Gaules de 57 jusqu'en 52 av. J.-C., soit de la guerre des Vénètes jusqu’au siège d'Alésia.
Les Lexoviens rejoignent alors l'alliance anti-romaine, à la demande de leurs alliés les Vénètes. Jules César envoie contre eux une légion commandée par le légat Quintus Titurius Sabinus, et les soumet. Une fois toute la Gaule conquise, leur capitale est déplacée de l'oppidum du Castellier (sur une colline) à Noviomagus Lexoviorum localisée en plaine.
Sous l'Empire romain, ce peuple fait peu parler de lui jusqu'au IIIe siècle. À cette époque, la civitas connaît une réforme territoriale et administrative en passant de la Gaule lyonnaise à la Seconde Lyonnaise.
Les deux principales villes des Lexoviens sont Breviodurum et Noviomagus Lexoviorum qui est leur capitale. Le territoire lexovien est considéré comme un carrefour économique et maritime important. Des monnaies de bronze découvertes illustrent la richesse de ce peuple.

## Ethnonymie
D'après le linguiste Xavier Delamarre, leur nom pourrait signifier « les boiteux », de lexsovio-, penché (boiteux ?). Ce mot est parent du gallois llechwedd qui signifie « pente » ou « inclinaison », et du vieil irlandais losc qui veut dire « boiteux ». Si on retient l'idée de pente, les Lexoviens seraient les « habitants du coteau », peut-être l'emplacement de leur capitale Lisieux. Ils ont donné leur nom de Civitas Lexoviorum à Lisieux à la fin de l'Antiquité ; aujourd'hui, on nomme les habitants de Lisieux, les Lexoviens.
Pour Xavier Delamarre, il s'agit d'un sobriquet donné nécessairement par un peuple voisin. Bernard Sergent suggère que ce peuple se soit lui-même nommé ainsi ou qu'il ait accepté ce nom donné par leurs voisins. Pour ce dernier, il y a trois raisons pour lesquelles le terme « boiteux » aurait pu leur être donné : royal, utilisateur de la forge ou jeunes au combat. La première est que le roi pouvait l'être, mais il n'y a aucun exemple de roi boiteux chez les Celtes. La deuxième est que des rites antiques représentent des personnes avec une seule jambe comme l'épisode mythologique où le dieu Lug réalise sur une seule jambe avec un œil fermé une pratique magique sur son armée afin d'assurer la victoire de ses troupes,. La dernière est que le dieu forgeron pouvait être boiteux, mais il n'est pas connu de dieux forgerons celtiques dans cet état. Cette dernière explication est néanmoins plausible car des divinités avec une seule jambe sont connues dans la religion celtique comme c'est le cas pour Lug.

## Histoire

### Guerre des Gaules

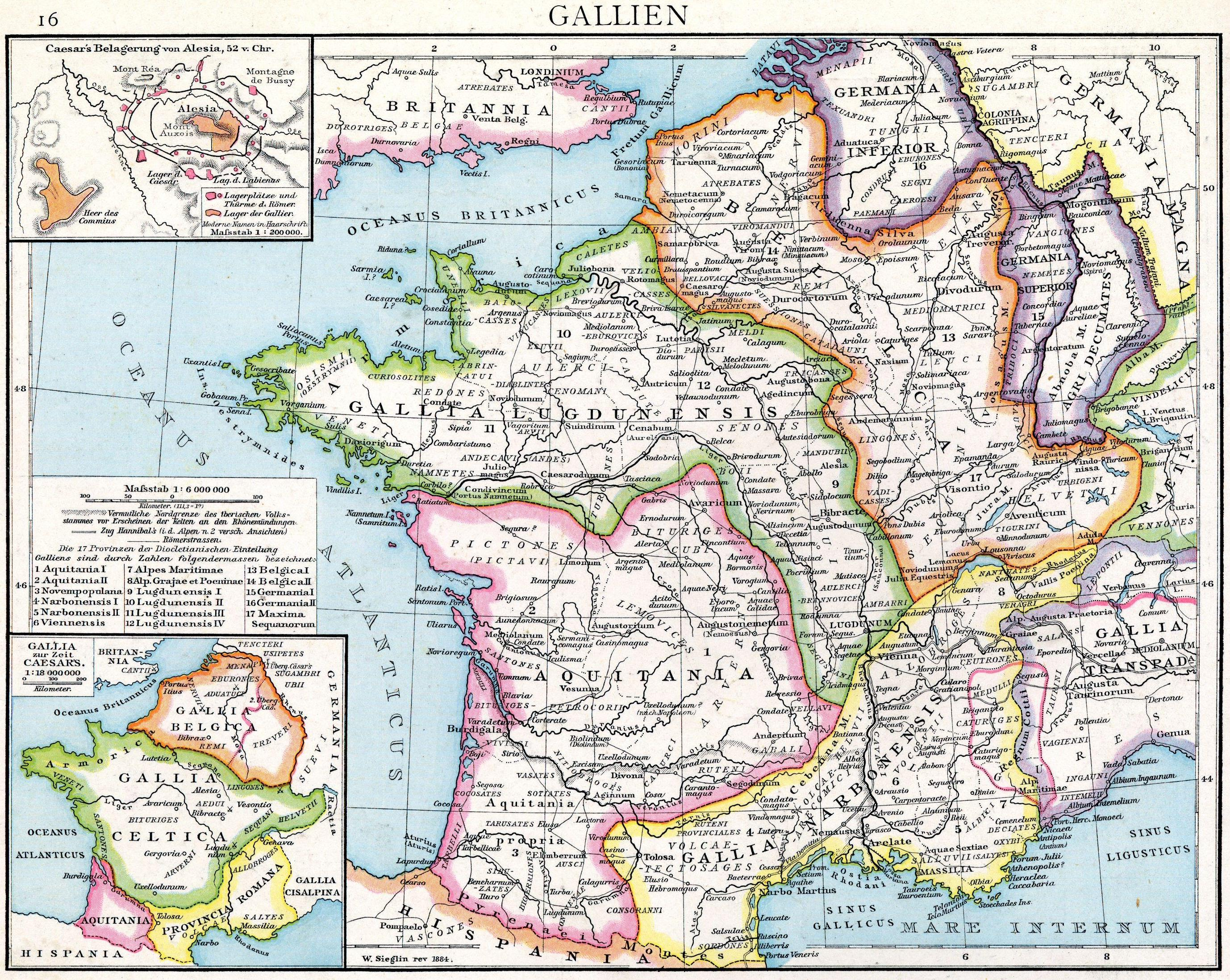
Gaule romaine sous Gallien au IIIe siècle, les Lexoviens et leurs deux principales villes y sont mentionnées (Noviomagus Lexoviorum et Breviodurum).

À l'automne 57 av. J.-C., Jules César termine sa campagne contre les peuples belges après sa victoire sur les Aduatici ; ce qui lui permet d'envoyer un de ses légats, Publius Crassus, avec une légion pour obtenir la soumission des peuples armoricains. La campagne se termine rapidement sans incident, les Armoricains ayant probablement donné des otages aux Romains ; Publius Crassus installe ensuite ses quartiers d'hiver en attendant le printemps suivant. À la fin de l'hiver, Crassus envoie des officiers dont Quintus Velanius et Titus Silius chez les Vénètes pour réquisitionner du ravitaillement, principalement du blé, chez les peuples proches,. Ces derniers font prisonniers les officiers romains. Pour se défendre contre la réaction romaine, ils demandent à plusieurs peuples, dont les Lexoviens, de coopérer à l'alliance anti-romaine.
Au printemps 56 av. J.-C., les Lexoviens massacrent leurs « sénateurs » probablement dans leur principal oppidum, à 3 km de la future Noviomagus Lexoviorum afin de rejoindre l'armée de Viridovix, chef des Unelles,. Puis Quintus Titurius Sabinus, un autre légat de Jules César, est envoyé combattre contre eux. Ce dernier remporte la guerre en utilisant probablement une ruse. À la fin de cette même année, Jules César fait hiverner une partie de ses légions sur leur territoire.
En 52 av. J.-C., les Lexoviens fournissent des troupes à l'armée de secours gauloise chargée de délivrer celle de Vercingétorix lors du siège d'Alésia par l'armée romaine.

### Administration romaine

Localisation du territoire des Lexoviens au Haut-Empire romain.

Localisation du territoire des Lexoviens au Bas-Empire romain.

Après la conquête romaine et la création de la Gaule lyonnaise, Auguste ne fait pas modifier le territoire de ce peuple.
En 86-87, les Lexoviens fournissent une cohorte d'auxiliaires pour aider l'empereur Domitien lors des guerres contre les Daces.
Au cours du IIIe siècle, le territoire est modifié et les Lexoviens perdent le secteur compris entre la Seine, la Risle et la Manche soit le Roumois. En 297, l'empereur Dioclétien morcelle la Gaule lyonnaise en deux : les Lexoviens font alors partie de la Seconde Lyonnaise. Au IVe siècle, la province de Seconde Lyonnaise est réduite à la seule Normandie moderne pour mieux résister aux invasions des pirates saxons et francs, et des invasions des peuples germaniques,. Les Lexoviens subissent également les usurpations sur le territoire romain de Bretagne. Leur territoire intègre alors le Litus Saxonicum, ce qui n'empêche pas leur capitale d'être incendiée au cours du siècle,. Une garnison, peut-être des Lètes, est probablement installée à cette époque pour sécuriser la capitale et le territoire.
À la fin IVe et au début du Ve siècle, la Notitia provinciarum et civitatum Galliae évoque la capitale Noviomagus Lexoviorum comme la sixième ville de Seconde Lyonnaise.

## Territoire

Carte montrant les deux frontières probables du territoire des Lexoviens.

Leur territoire est délimité par la Dives, la Risle, les collines du Perche et la Manche. Pour Strabon, leur territoire se délimite entre la Seine et la mer.
Le territoire de ce peuple correspond à peu près à celui de l'évêché de Lisieux au Moyen Âge. Il faut cependant y apporter deux modifications : jusqu'au IVe siècle, le Roumois localisé entre la Seine et la Risle semble rattaché au territoire des Lexoviens, idée défendue par Auguste Le Prévost et Louis Du Bois ; le Vexin français, quant à lui, semble appartenir aux Véliocasses. La limite nord est la Manche, celle de l'est est la Seine pour la séparation avec les Calètes, celle du sud-est par différentes forêts qui les séparent des Aulerques Éburovices, celle du sud va jusqu'à la confluence entre l'Oudon et la Dives ; pour les limites sud-ouest et ouest, ce sont des monts boisés et des marécages qui les séparent des Viducasses et des Bajocasses, ainsi que des Sagiens qui sont tous des descendants des Ésuviens de la Gaule indépendante,,. Pour la frontière ouest, des fana et des sites fortifiés sur les hauteurs marquaient la frontière informelle entre les Lexoviens et leurs voisins. François Cottin ne considère pas le Roumois comme étant un territoire leur ayant appartenu. Pour une grande partie du territoire, aucun oppidum n'est connu à l'époque de la Gaule indépendante.
Après la conquête romaine, leur territoire est intégré à la province romaine de Gaule lyonnaise. Après la dernière guerre civile de la République romaine entre Marc Antoine et Octave, et la victoire de ce dernier en 31 av. J.-C., le territoire lexovien commence à être organisé en civitas ; Auguste reprend ainsi un projet lancé par Jules César, qu'il développe entre 16 et 13 av. J.-C. lors de son séjour en Gaule.
Au Moyen Âge, et plus précisément au IXe siècle, leur territoire correspond à celui du pagus Lisvinus qui devient après l'évêché de Lisieux.

### Oppidum du Castellier, puisNoviomagus Lexoviorum

Noviomagus Lexoviorum au IIIe siècle.

Avant la conquête romaine, leur principal oppidum dénommé oppidum du Castellier est une enceinte fortifiée entourant un espace de 160 ha, extension importante pour l'époque ; c'est l'un des oppida les plus importants de Gaule en superficie. Le rempart probablement de La Tène III est constitué d'un murus gallicus composé d'un mur de pierre et de terre dont l'ossature est constituée de poutres en bois,. Dès le règne d'Auguste, ce site est démilitarisé, le rempart commence à être détruit.
La cité gallo-romaine est établie après la conquête romaine à l'emplacement de la Lisieux actuelle sous le nom de Noviomagus Lexoviorum et elle en devient la civitas pendant la période romaine. Cette nouvelle ville se situe au confluent du fleuve Touques et de plusieurs de ses affluents : l'Orbiquet, le Cirieux et le Graindain. Le nom de la ville gallo-romaine signifie « nouveau marché » en celtique (gaulois), car elle situe sur un axe commercial à la jonction de plusieurs routes et de deux cours d'eau,. Elle est construite selon un plan orthonormé, tout en s'adaptant aux contraintes du terrain. Le decumanus maximus et le cardo maximus font chacun 12,4 m de large. L'apogée de la ville a lieu dans la seconde moitié du IIe siècle. Un sanctuaire variant entre 50 ha et 60 ha se trouve à proximité de la ville romaine. Des édifices de la ville ont une « qualité artistique et monumentale ». Au plus fort de son développement entre 160 et 180, la ville atteint une superficie comprise entre 16 hectares à 20 hectares.
À la fin du IIe siècle, les constructions se ralentissent, voire s'arrêtent. Au IIIe siècle, des raids saxons et francs obligent la ville à se rétracter pour se défendre et l'activité économique diminue. Un castrum de 200 m sur 400 m est alors construit au début du dernier tiers du IIIe siècle, probablement avant 260, en réemployant de nombreux matériaux des bâtiments antiques,.

### Breviodurum
Breviodurum appartient aux Lexoviens ; c'est encore un centre économique religieux important au IIIe siècle.
La ville est construite pour garder un point de franchissement sur la Risle ; cette hypothèse semble confirmer par la toponymie, briva signifiant « pont » et durum « fortifié ».
Un temple déjà utilisé avant la conquête romaine en l'honneur de Mercure est localisé à Canetum se situe à proximité de Breviodurum.

### Autres localités

#### Sites de Quetteville

Carte montrant la localisation sur les hauteurs des sites de Heurtries II et de la Gohaigne près de Quetteville

Deux sites à la frontière orientale du territoire lexovien sont découverts à Quetteville : les Heurtries II et La Gohaigne. Les deux sites ont les mêmes caractéristiques rurales : ils sont au sommet d'un plateau, entourés par un fossé et doublés par un talus et sont proches d'un point d'eau.
Sur le site des Heurtries II, deux enclos accolés de 120 m de longueur et d'une largeur d'au moins 50 m sont découverts avec une surface évaluée à au moins 1 hectare. Les limites de l'enclos principal sont faites par un fossé de 2-3 m de largeur et d'une profondeur de 1,3 m. Deux bâtiments sont découverts : un non-identifiable se trouve au sud de cet enclos et un autre lui identifiable fait 13 m de longueur pour 9 m de largeur soit une surface de 117 m2. Une entrée de 1,8 m de largeur se trouve sur le côté occidental. L'enclos secondaire n'a pas révélé de bâtiments. L'acidité du sol n'a pas permis de révéler des ossements humains ou d'animaux, ni de végétaux. Seuls des parois de fours, des scories et un culot de forge sont retrouvés, ainsi que quarante-sept vases à profil tronconique différents et sont identifiés comme provenant d'un même lot.

Heurtries II
Plan d'ensemble du site.
Plan du bâtiment principal.
Schéma d'une partie d'un mobilier céramique.

Le site de La Gohaigne se situe à 500 m au sud-est de celui des Heutries II. Le site comporte également deux enclos et deux bâtiments d'habitation sont localisés au nord de ces derniers. Dans le premier édifice, des objets métalliques principalement à usage agricole, des tessons de céramique de 17 vases différents et des fragments de meule en poudingue sont retrouvés.

La Gohaigne
Plan d'ensemble du site.
Schéma d'une partie d'un mobilier céramique.
Schéma d'une partie d'un mobilier céramique.
Schéma d'une partie d'un mobilier métallique.

#### Vicusà Cagny
Des objets archéologiques comme des poteries et des monnaies datant de l'époque gallo-romaine sont déterrés dans la localité de Cagny. Un édifice non identifié, un trésor monétaire et probablement une domus sont également identifiés ; ces découvertes suggèrent qu'un vicus, peut-être important sur le plan religieux, pouvait se trouver à Cagny pendant l'Antiquité. Il s'agit probablement d'un bourg frontière avec les Viducasses.

## Société, politique et religion

### Relations extérieures
Les Lexoviens font partie de la Confédération armoricaine, dont la Seine sépare cette confédération de celle des peuples belges.
Ils sont alliés à deux peuples : les Unelles et les Vénètes.

### Société
Les « fonctions administratives, civiles ou militaires » sont peu connues. L'absence de données administratives est principalement due au manque de trace écrite sur la société gauloise. Toutefois, avant la conquête romaine, les Lexoviens semblent avoir une forte organisation sociale et politique proche d'un État archaïque. Jules César mentionne l'équivalent d'un « Sénat » composé de notables au début de la guerre des Gaules.
La romanisation des peuples gaulois, et notamment des élites après la conquête romaine, permet l'adoption des magistratures mais en gardant leur dénomination gauloise.
Deux nobles, Cisiambos et Cattos, occupent la fonction de vergobret, c'est-à-dire de « juge suprême » pendant un an,. Cette fonction judiciaire est donnée chaque année à un notable pour s'occuper des affaires de ce peuple.
Mavpennos porte le titre d'Arcantodan ou en celte Arcanto-dannos, c'est-à-dire de « curateur de l’argent » pour Louis-Pol ou « juge-argentier » pour Pierre-Marie Guihard et Patrice Lajoye, visant à contrôler les transactions des métaux d'or ou d'argent et des émissions monétaires plus généralement,. Il semble avoir occupé cette fonction plusieurs années.

### Religion

#### À l'époque gauloise
Le dieu celte Lug est particulièrement présent chez ce peuple. Il est remplacé par Mercure après la conquête romaine.
Une déesse celte triple apparaît sur les monnaies lexoviennes et semble également présente chez les Véliocasses. Elle est triple car elle est à la fois guerrière, souveraine et zoomorphe. Elle est donc représentée en tant que cavalière avec un aspect bovin, tout en étant reconnaissable à sa coiffure caractéristique à savoir deux nattes volumineuses recourbées vers le bas. Elle possède une équivalence chez les peuples irlandais avec Morrigan (« Grande Reine ») ou Bodb/Bodb Catha (« Corneille du combat »), une déesse liée aux combats et aux massacres.

#### À l'époque romaine

##### Mercure

Présence de Mercure en Normandie et dans le territoire lexovien.

À l'époque gauloise, aucune statue ou texte ne mentionne la vénération de Mercure. À l'époque romaine, des dieux romains remplacent peu à peu le nom de dieux gaulois. Dès l'époque de Jules César, Mercure est l'une des divinités romaines les plus populaires en Gaule romaine ; il s'agit de la divinité du commerce, des gains d'argent, des arts mais aussi le protecteur du trajet de voyage et des voyageurs. Il guide également les défunts lors de leur dernier voyage. La plupart des éléments connus liés à Mercure sont trouvés dans la capitale de cité (Noviomagus Lexoviorum) ou aux frontières des Lexoviens. Après la christianisation de la Gaule, saint Pierre devient le patron de ce peuple,.
Le principal sanctuaire de Mercure pour les Lexoviens est localisé en périphérie de la ville romaine, il n'a jamais été fouillé. À proximité se situe un lieu dénommé « Montlion » à rapprocher de Mons Lugdunum qui signifie en gaulois « forteresse de Lug », prédécesseur de la divinité romaine Mercure.
Au XVIIe siècle, un bloc rectangulaire représentant une pierre à quatre dieux de 2,2 m datant du Ier ou du IIe siècle est découvert ; deux Hercule, un groupe de deux femmes et Mercure y sont visibles. En 1787, des fouilles archéologiques menées par l'ingénieur Hubert permettent de découvrir les vestiges d'un temple avec des statues incomplètes en l'honneur de Mercure près de l'actuelle Lisieux.
En 1825, une petite statue est détaillée par Henri de Formeville. Elle est d'une hauteur de 3 pouces en bronze et recouverte par un oxyde vert. La partie inférieure est carrée et la partie supérieure comprend un buste. La main droite comporte une arme dont la partie supérieure est appuyée sur l'épaule droite et la tête, alors que la main gauche tient une sorte de globe contre sa poitrine. Au niveau du visage, on ne peut voir que l’œil droit qui est rond, une longue barbe et une calotte au sommet de la tête ; le cou reste nu . Patrice Lajoye pense qu'il s'agit d'un Mercure barbu, mais la statuette peut aussi faire référence à Sucellos, dieu celte de l'agriculture et de l'alcool.
En 1947, l'archéologue français Claude Lemaître met au jour une partie d'une stèle dédiée à Mercure sur la place de la Résistance à Lisieux. Ce fragment comporte une jambe à côté d'un caducée.
Le sanctuaire de Berthouville date du IIe siècle et comprend un théâtre et des temples dédiés à Mercure et à sa mère Maia. Des pièces de vaisselle, trois statues et de l'argenterie y sont découvertes lors des fouilles sur ce lieu. À ce siècle, un tiers des dédicaces sont encore en cours de latinisation.

##### Autres divinités
Des traces de culte à d'autres divinités sont attestées dans des nécropoles, principalement des « cultes à mystères » (Bacchus, Hercule ou Isis).
Le culte de Mithra semble également présent comme en témoignent notamment des blocs sculptés en l'honneur de Cautopatès à Jort.
À la fin de l'Antiquité, le christianisme se développe pour devenir majoritaire au Haut Moyen Âge.

## Économie et transport

### Commerce
Les Lexoviens sont l'un des deux peuples avec les Caletes qui réceptionnent les marchandises provenant de l'amont de la Seine puis les transportent vers l'île de Bretagne. Ce peuple est très lié au commerce maritime, des relations commerciales existent avec les tribus bretonnes. Les produits sont transportés de la Gaule narbonnaise vers la Bretagne insulaire, ils sont chargés sur des navires en terre lexovienne afin de franchir la Manche, probablement dans les embouchures de la Risle et de la Claire. Puis, les navires de commerce pratiquent le cabotage. Le territoire lexovien est considéré comme un centre économique et maritime à l'époque romaine.
Au niveau local le long de la Dives, des potiers sont présents et travaillent pour les sauniers. Des céramiques sont également produites en pays d'Auge. À Noviomagus Lexoviorum, aux Ier et IIe siècles, des ateliers de métallurgie et de tabletterie sont présents.
À l'époque de la Gaule indépendante, le territoire lexovien est un peuple important dans la culture du blé. L'élevage est également présent.
Un port fluvial, gaulois puis romain, est localisé à proximité du site de Noviomagus Lexoviorum.

### Monnaie gauloise
Des pièces de monnaies lexoviennes en bronze lourd et léger sont découvertes,,. Ces dernières sont frappées après la guerre des Gaules. La création de monnaies par les Lexoviens débute approximativement entre 30 av. J.-C. et la fin du Ier siècle av. J.-C. et commence à disparaître à l'époque Tibéro-Claudienne,.
Il s'agit d'une découverte assez rare, les découvertes monétaires d'une moindre mesure sont souvent la norme comme chez les Aulerques Éburovices ou les peuples belges. La production de monnaie en bronze est encouragée. Au niveau local, ces monnaies sont considérées comme des « demi-as publics gaulois ».
Cette découverte est presque unique à un autre titre : on y trouve le nom et le titre des magistrats, le nom du peuple et une monnaie inspirée du modèle romain avant l'adoption par les Gaulois des monnaies romaines. Les deux magistrats des Lexoviens mentionnés, Cisiambos et Mavpennos, ont vécu au Ier siècle av. J.-C. dans la nouvelle Noviomagus Lexoviorum. Ils sont nommés sous la dénomination CISIAMBOS CATTOS VERCOBRETO et MAVFENNOS ARCANTODAN. Ces pièces de monnaies sont les deux seules mentions de ces deux magistrats.
Les monnaies possèdent également les légendes suivantes : LIXOVIATIS et SIMISSOS PVBLICOS LEXOVIO. La mention SIMISSOS PVBLICOS LEXOVIO signifiant des pièces de monnaie civiques ou communales, est rare en Gaule romaine. Les monnaies lexoviennes montrent l'adaptation de certains termes romains à la langue gauloise. L'aigle sur certaines monnaies est une référence ambiguë soit au pouvoir romain à Rome, soit pour les élites locales à la transformation de dieu celte Lug en oiseau. Le revers d'influence romaine de certaines monnaies lexoviennes porte des ressemblances avec un denier émis à Rome par Marcus Plaetorius Cestianus vers 69-66 av. J.-C..

Monnaies en bronze lexoviennes
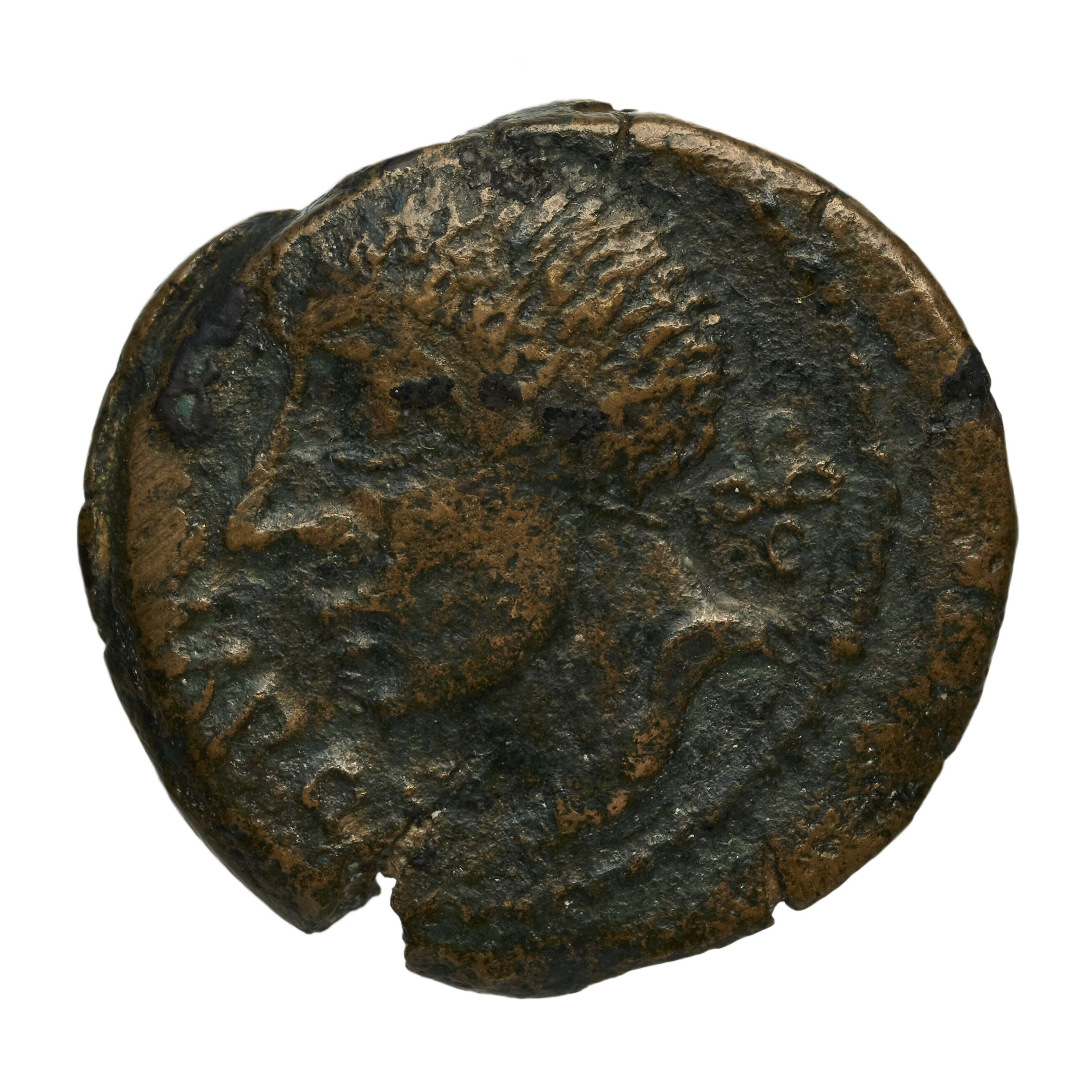
Avers d'une monnaie en bronze lourd de 7,14 grammes et d'une largeur de 20 mm. Au centre il y a un profil regardant à gauche, et une inscription latine CISIAMBOS autour de ce dernier[D 10].
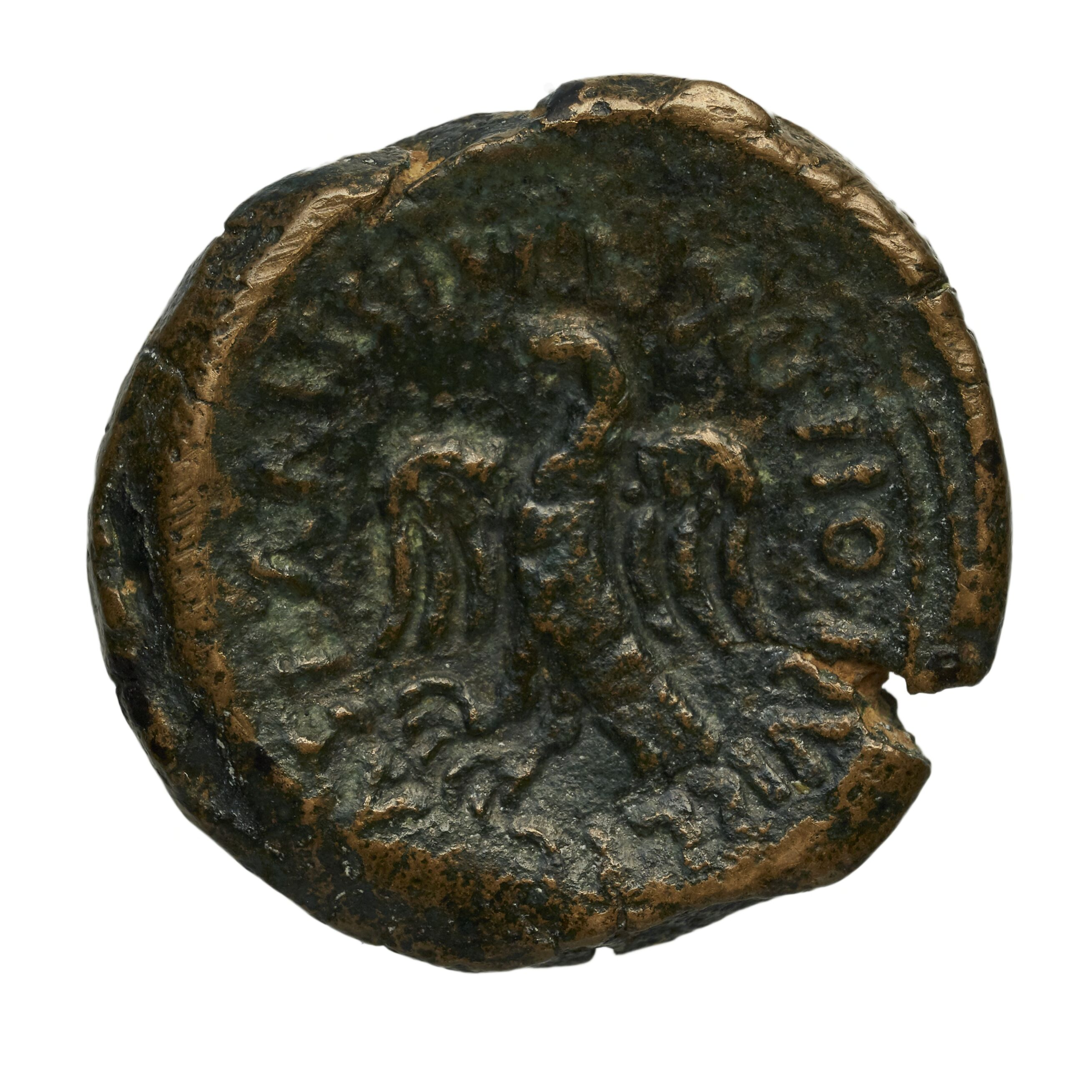
Revers de la monnaie précédente avec un aigle et une inscription latine SEMISSOS LEXOVIO PVPLIC] A autour de ce dernier[D 10].
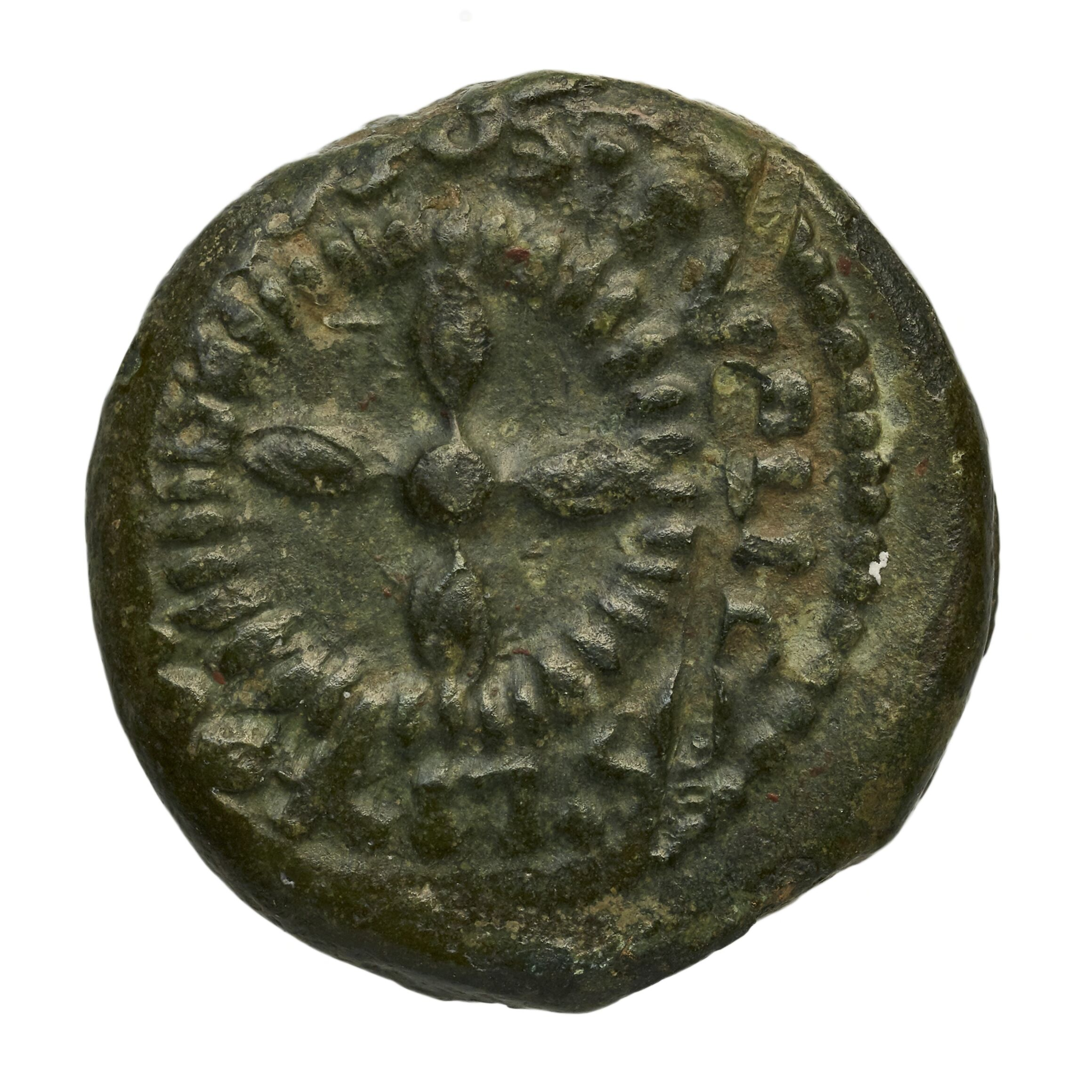
Avers d'une monnaie en bronze lourd de 6,25 grammes et d'une largeur de 19 mm. Au centre il y a une fleur à quatre pétales dans un cercle perlé, et une inscription latine SIMISSOS PVPLICOS LIXOVIO autour de cette dernière[D 11].
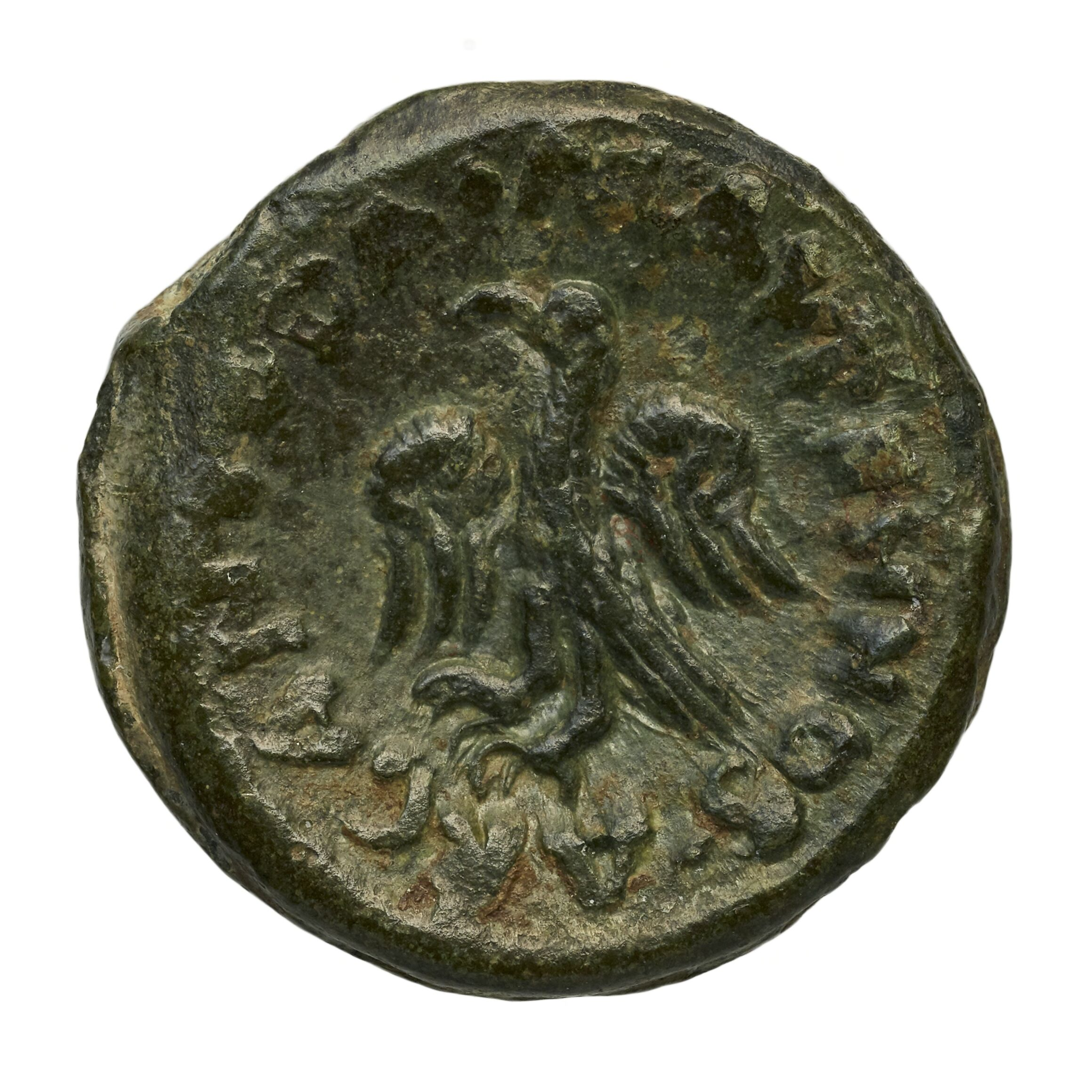
Revers de la monnaie précédente avec une aigle regardant à gauche et une inscription latine MAVPENNOS ARCANTODAN autour de ce dernier[D 11].
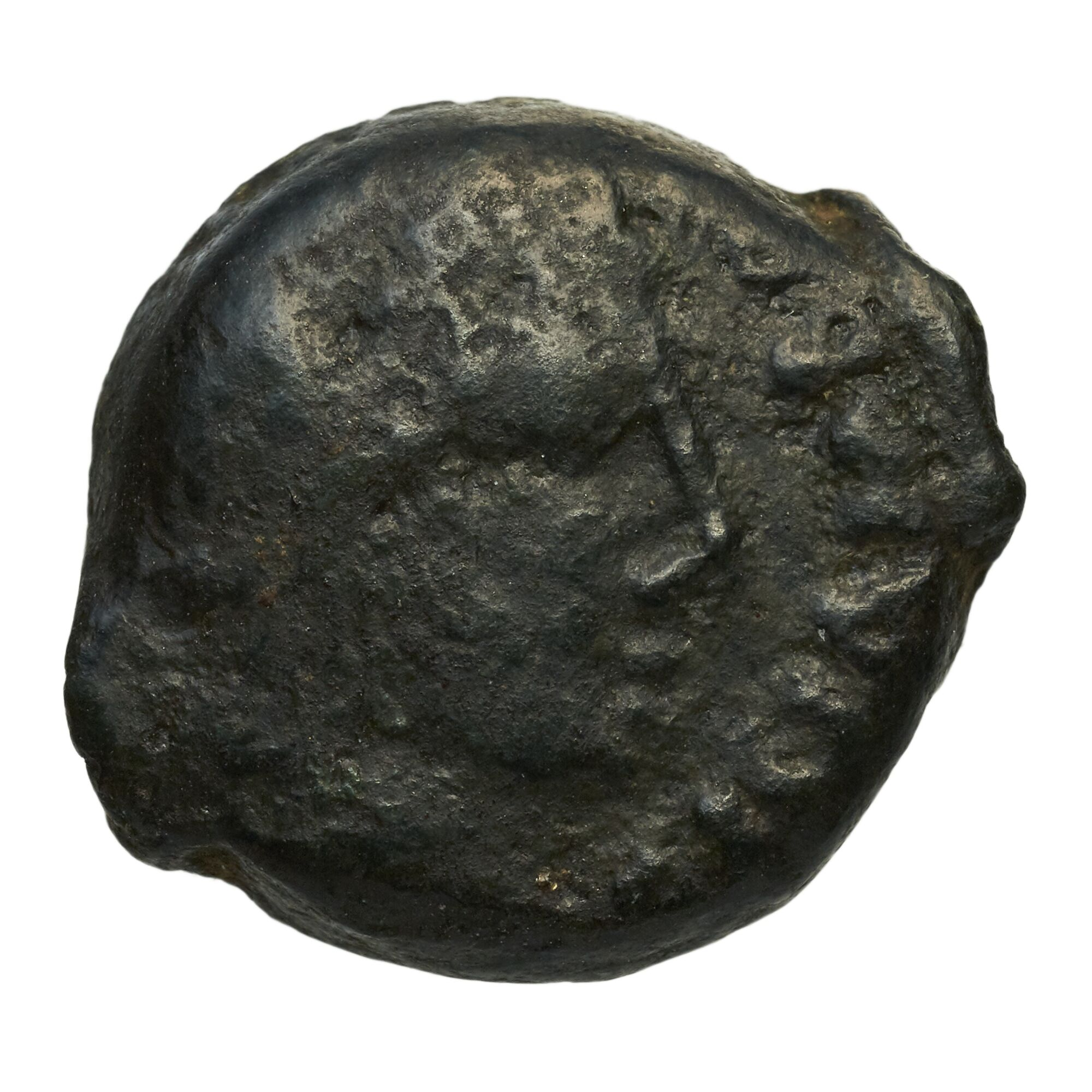
Avers d'une monnaie en bronze léger de 3,11 grammes et d'une largeur de 15 mm. Au centre il y a un profil regardant à droite CISI] AMBOS autour ce dernier[D 12].
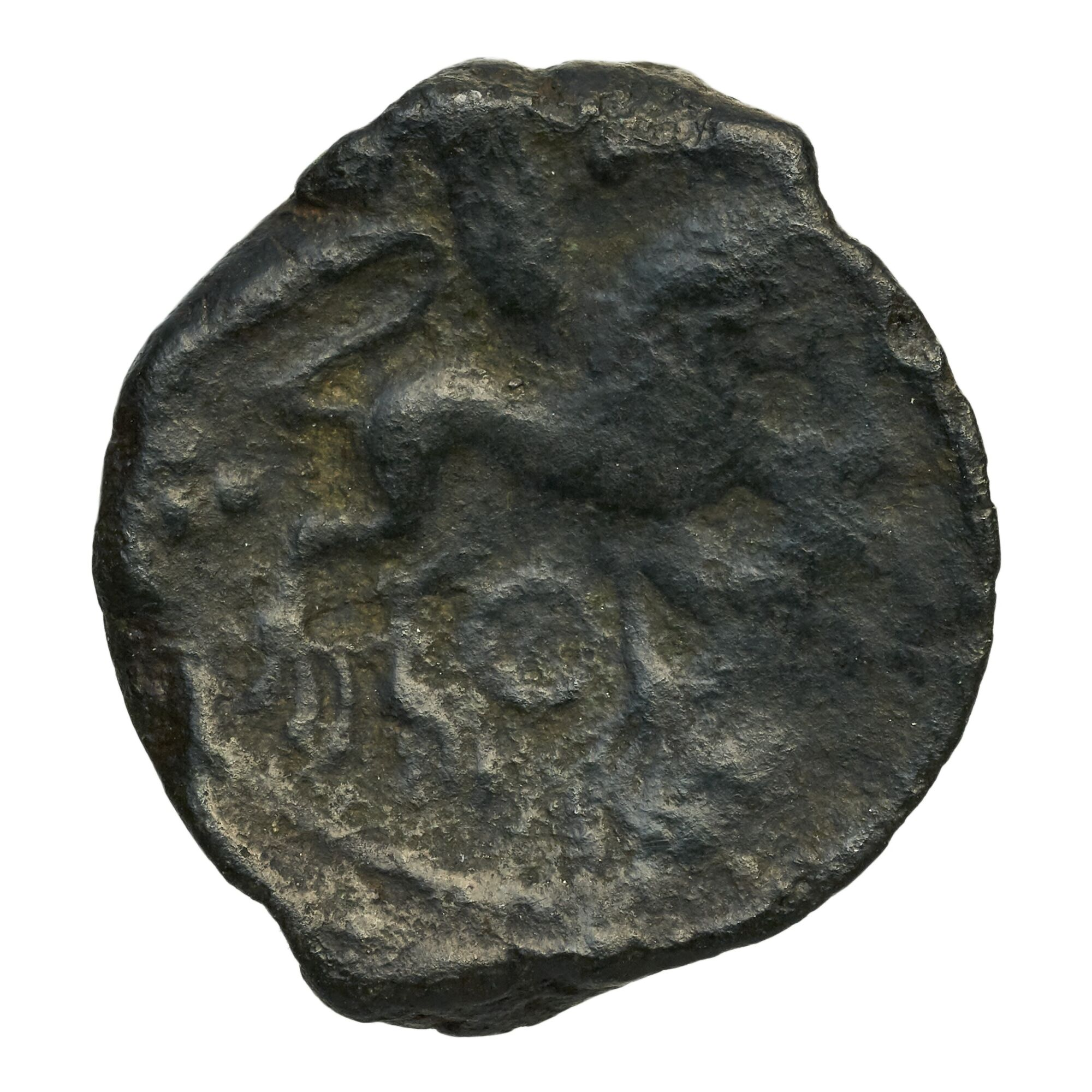
Revers de la monnaie précédente avec un lion devant un long épi oblique. En dessous, une étoile à cinq branches sans légende visible[D 12].
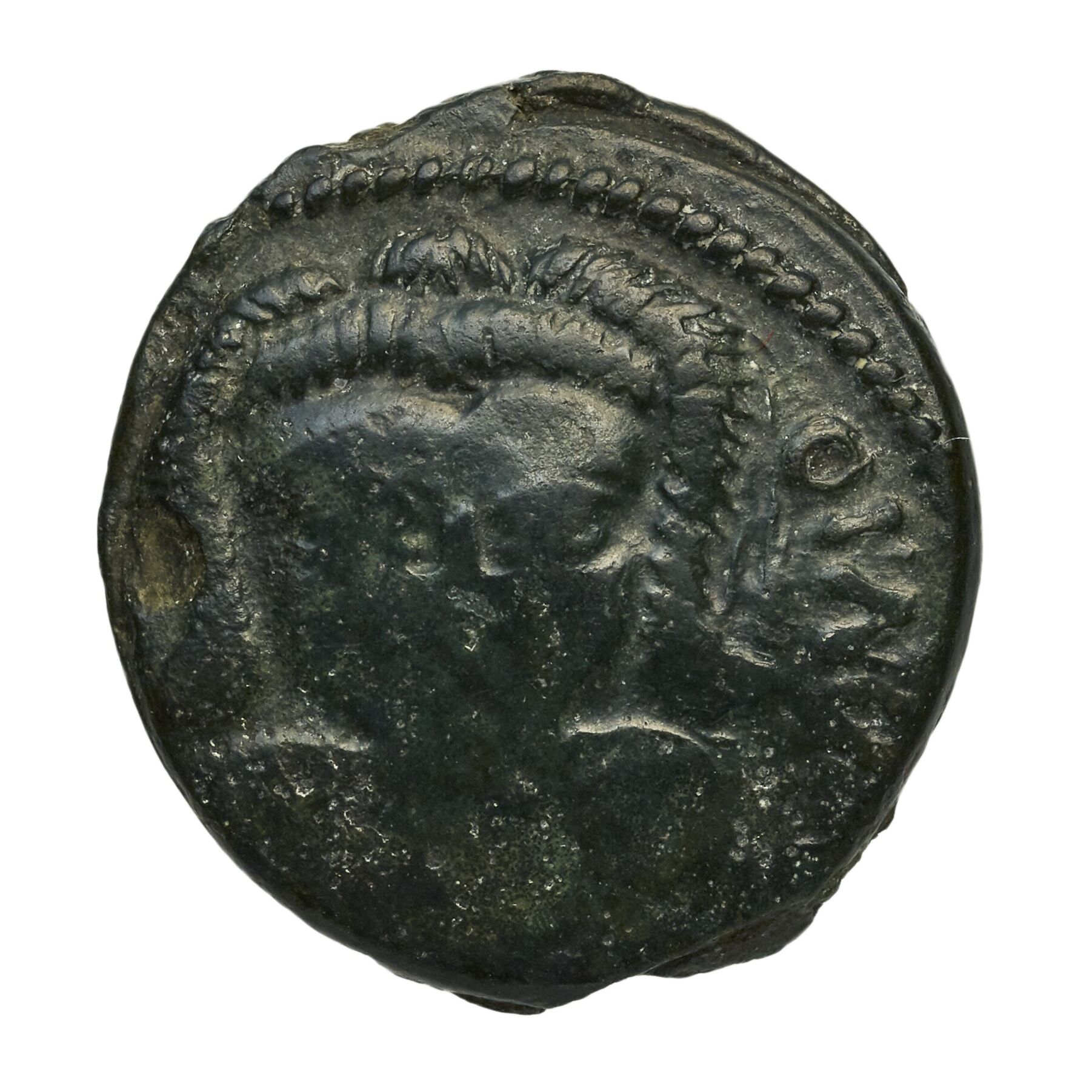
Avers d'une monnaie en bronze léger d'une largeur de 14,5 mm. Au centre un buste de face encadré par deux nattes. À gauche du buste, le mention EΓΘΑ ; à droite du buste, une inscription latine L] IXOVIO[D 12].
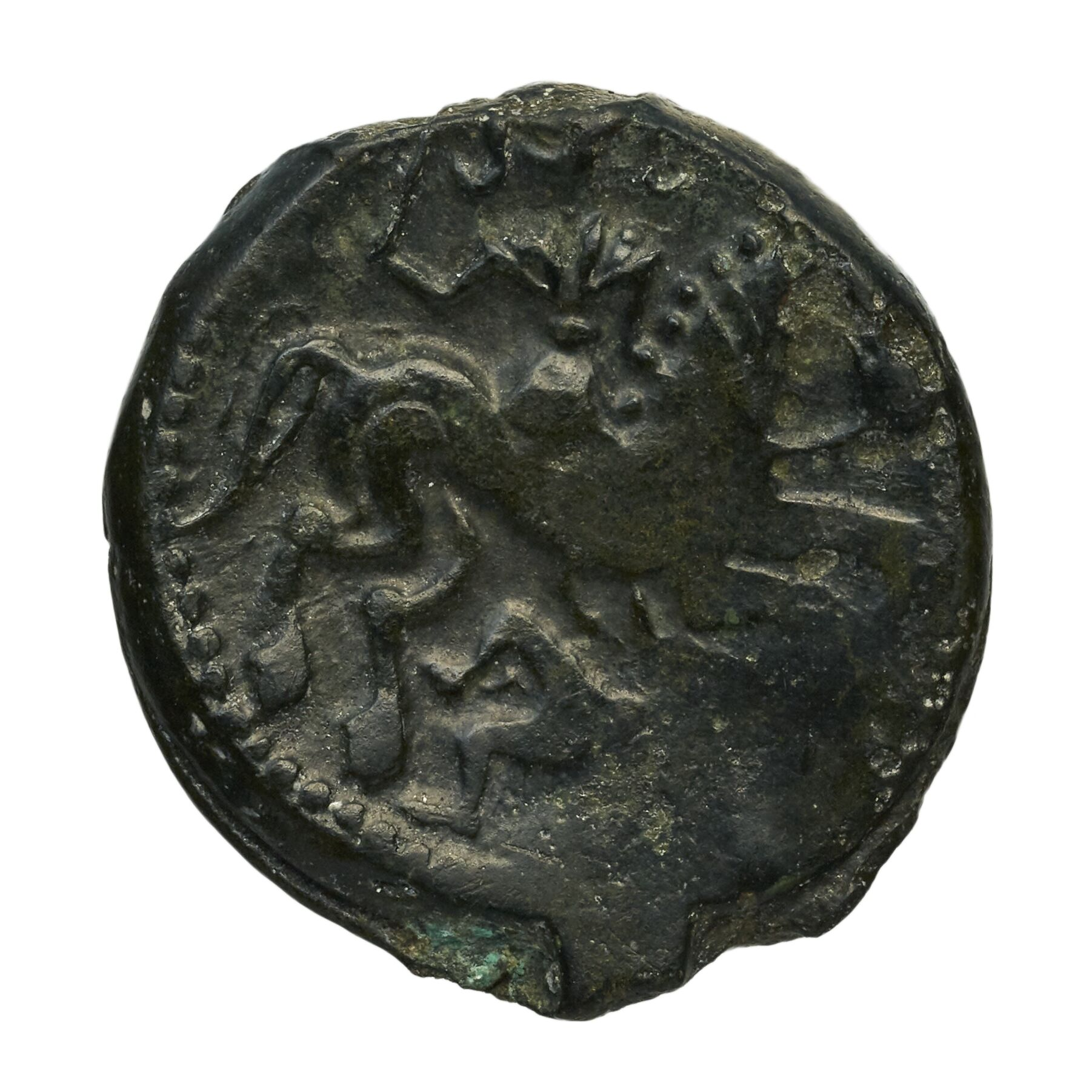
Revers de la monnaie précédente avec cavalier androgyne, armé, au torse de face. En dessous, un petit personnage renversé. Au dessus, de gauche à droite, l'inscription latine MAGVPE [NNOS[D 12].

### Transports

#### Voies de communication fluviales

Localisation des Lexoviens et de leurs voisins.

Le territoire lexovien bénéficie de trois fleuves (Dives, Risle et Touques) qui servent à l'époque plus ou moins de voies de communication pour relier l'intérieur des terres au littoral. Les navires pouvaient probablement circuler plus facilement, car les embouchures des fleuves devaient être plus dégagées qu'aujourd'hui.
Pendant l'Antiquité, l'embouchure de la Dives devait avoir un estuaire plus dégagé et les dépôts d'alluvions moins importants. La basse vallée est marécageuse, permettant d'être utilisée comme « zone-frontière » avec les Bajocasses et les Viducasses. Un petit port de barques aurait pu exister à Hotot-en-Auge dès l'Antiquité selon Arcisse de Caumont dans son ouvrage Statistique monumentale du Calvados rédigé entre 1846 et 1867. Cependant, le faible nombre de traces archéologiques laisse penser que ce fleuve n'est pas utilisé comme voie navigable.
La Risle étant navigable, des localités sont édifiées sur les points de franchissement. Une partie de la basse vallée est également marécageuse.
Concernant la Touques, ce fleuve a un débit modeste à l'image de la Dives. La basse vallée est aussi marécageuse. La nouvelle Noviomagus Lexoviorum est construite en gagnant des espaces marécageux et la Touques est détournée au fur et à mesure de l'extension du castrum. La ville devient un point de passage obligatoire, un pont en bois permettant de franchir le fleuve. La navigation y est possible pendant l'Antiquité.

#### Voies de communication terrestres

Principales voies romaines en Basse-Normandie (état de la recherche en 2022).

Avant la conquête romaine, la voie la plus empruntée est celle passant par Noviomagus Lexoviorum entre Rotogamus et Aregenua-Augustodurum (respectivement capitale des Viducasses et des Bajocasses). La romanisation n'a pas mis à l'écart ce peuple des principaux axes de transport. À l'époque romaine, une voie romaine avec de nombreux détours est mentionnée sur l'Itinéraire d'Antonin. Elle dessert les carrefours importants : Noviomagus Lexoviorum capitale des Lexoviens, Breviodurum pour franchir la Risle et le sanctuaire de Canetum.
À la campagne, les voies romaines sont composées de structures simples. Très peu d'encaissements dallés sont constatés dans les secteurs ruraux. Les voies sont rectilignes dans le secteur du Lieuvin. Les fonds de vallées sont évités. Les voies sont plus sinueuses dans le pays d'Auge en raison de pentes en déblais. Les cours d'eau sont franchis en biais dans le sens du courant au passage de gués avec de grandes dalles de pierre posées au fond du lit afin de ne pas gêner la navigation fluviale comme la Touques à Pont-l'Évêque.
À Noviomagus Lexoviorum, plus généralement dans les localités et aux abords de celles-ci, le dallage est composé de grandes dalles de calcaire dur. Dans les localités, des trottoirs peuvent être présents. Plus globalement, le réseau de transports en étoile semble organisé autour de la capitale du peuple. Seules six routes ne passent pas par la capitale, dont deux en bord de littoral et une diagonale à l'est du territoire.
La découverte d'une borne milliaire à Frénouville en 1804 permet de déterminer la distance entre Noviomagus Lexoviorum et celle-ci,. Elle est retrouvée sur la voie romaine reliant Lisieux à Vieux-la-Romaine qui est la capitale des Viducasses, entre deux fleuves (Dives et Orne),. Elle indique que Noviomagus Lexoviorum se trouve à 25 milles pas (37 km) de la borne. Une inscription est mentionnée dans le Corpus Inscriptionum Latinarum (CIL 13, 08990). La première inscription est martelée et recouverte par la seconde. La première inscription n'est pas datable. La seconde inscription (IMP NERVAE TRAINO DI VI NERVAE F CAES AVG GER PM TRIB POT PP COS II N MP XXV) de la borne date du règne de Trajan en 98, entre le début de l'année et le 18 septembre. Sous le règne de cet empereur, des travaux sur les voies romaines sont menés dans tout l'Empire romain. Entre les deux cours d'eau est/ouest qui marquent les limites territoriales des Lexoviens, aucune autre borne milliaire n'a été découverte.

## Historiographie et archéologie

### Sources antiques

Reproduction des distances sur la voie romaine reliant Juliobona à Durocassis sur l'itinéraire d'Antonin.

Reproduction d'une borne milliaire romaine découverte en 1804 sur le territoire de la commune de Frénouville.

Jules César, général, homme d'État et écrivain romain du Ier siècle av. J.-C., évoque à cinq reprises les Lexoviens dans ses Commentaires sur la guerre des Gaules dans les livres III et VII.
Strabon, géographe et historien grec des Ier siècle av. J.-C. et Ier siècle, les évoque à deux reprises dans sa Géographie. Il mentionne le commerce partant du Sud de la Gaule et se dirigeant vers l'île de Bretagne en passant par le territoire lexovien.
Pline l'Ancien, écrivain et naturaliste romain du Ier siècle, mentionne dans son Histoire naturelle leur localisation administrative à l'époque romaine mais de manière inexacte.
Claude Ptolémée, astronome, astrologue, mathématicien et géographe grec du IIe siècle, cite leur métropole dans son œuvre Géographie mais avec une inexactitude.
L'itinéraire d'Antonin réalisé entre la fin du IIIe et le milieu du IVe siècle rapporte qu'une voie romaine traverse le territoire au IIIe siècle de Juliobona vers Durocassium,. Dans ce secteur de la Gaule lyonnaise, l’œuvre propose de nombreux détours pour rallier les principales villes du territoire mais les carrefours les plus importants y figurent. Les distances y sont mentionnées en lieues gauloises.
La Notitia provinciarum et civitatum Galliae écrite à la fin IVe et au début du Ve siècle mentionne la capitale de cités de ce peuple.

### Sources médiévales et modernes
La table de Peutinger, dont nous ne possédons qu'une copie du XIIIe siècle, ne mentionne qu'une seule voie romaine dans le territoire lexovien.
Les actes du concile d'Orléans entre 538 et 549 font état du premier évêque, à Lisieux.
Au XIe siècle av. J.-C., Orderic Vital, un moine bénédictin à Saint-Évroult et chroniqueur évoque les modifications du territoire des Lexoviens pendant l'Antiquité par rapport à l'évêché du milieu du Moyen Âge.
Jehan Masselin, chanoine de la cathédrale de Rouen à la fin du XVe siècle, précise dans ses Notes de géographie antique que les Lexoviens sont les Ésuviens.
Au XVIIe siècle, dans la cathédrale Saint-Pierre de Lisieux, un bloc rectangulaire représentant une pierre à quatre dieux de 2,2 m datant du Ier ou du IIe siècle est découvert. Ce bloc est aujourd'hui perdu.
En 1727, Jean-Baptiste Bourguignon d'Anville, géographe et cartographe français du XVIIIe siècle, réalise une carte des voies terrestres avant la politique de grands aménagements lancé par Louis XV, des anciens axes de circulation y apparaissent. En 1760, ce dernier écrit dans sa Notice de l'ancienne Gaule une vision plus restreinte du territoire des Lexoviens. En 1787, des travaux archéologiques menés par l'ingénieur Hubert permettent la découverte des vestiges d'un temple avec des statues incomplètes de Mercure. La carte de Cassini au XVIIIe siècle permet de constater les anciens axes routiers modifiés dans la région en pointillés.

### Sources contemporaines
En 1804, une borne milliaire est découverte à Frénouville, elle permet de déterminer les distances entre celle-ci et différentes localités.
En 1840, Léon de La Sicotière, homme politique et historien français, dans son ouvrage L'Orne pittoresque et monumentale, évoque rapidement un territoire plus restreint des Lexoviens. Auguste Le Prévost, géologue, philologue, archéologue et historien français de la première moitié du XIXe siècle a une vision plus étendue du territoire des Lexoviens que ses prédécesseurs Anville et Léon de La Sicotière. Louis Du Bois, historien français de la même époque avance la même hypothèse. Dans la seconde moitié du XIXe siècle, une partie de la Commission de topographie des Gaules créé par Napoléon III suit la proposition de Louis Du Bois mais adopte les suggestions d'Anville concernant le territoire de ce peuple. Auguste Longnon, archiviste et historien français de la fin du XIXe siècle, fait à nouveau une localisation imprécise de leur territoire.
Thomas Rice Edward Holmes, historien britannique de la fin du XIXe et du début du XXe siècle et Fellow of the British Academy, dans son article « Caesar's Conquest of Gaul » en 1899, réduit à nouveau le territoire des Lexoviens mais tient compte des changements de localisation des peuples entre la conquête romaine de la Gaule et le IIIe siècle. Camille Jullian, historien, philologue et épigraphiste français de la même époque, ne s'attarde guère sur ce peuple.
À la fin des années 1920 et au début des années 1930, plusieurs parutions sont orientées vers les limites du territoire des Lexoviens : « Essai d'inventaire des camps retranchés, mottes et fortifications antiques du Lieuvin » dans les Bulletins de la Société archéologique de Lisieux en 1924-1925, « L'épigraphie antique de la « civitas » des Lexovii » dans les Études lexoviennes en 1928 et « Les limites de la « civitas » des Lexovii» dans le tome XXVII des Bulletins de la Société normande d'études préhistoriques en 1930. Raymond Lantier, archéologue français du XXe siècle, est le premier à donner une définition presque exacte du territoire des Lexoviens.
En 1996, la construction de l'autoroute A29 pour relier le pont de Normandie à l'autoroute A13, amène la découverte de deux sites de l'époque de l'âge du Fer à Quetteville à la frontière du territoire des Lexoviens.